# Účel
Účel označuje to, „kvůli čemu“ (řecky hú heneka) něco jest, něco se podniká nebo děje (Aristotelés), hlavní cíl či smysl věci nebo jednání. Předpokládá tedy obecně účelné, zacílené jednání, které lze popsat třemi kroky:
1. představa vzdáleného účelu či cíle, Aristotelova „cílová příčina“;
2. vyhledání, vytvoření, obstarání prostředků a
3. dosažení účelu či cíle pomocí těchto prostředků.

V moderní době se stále častěji stává, že konečného účelu dosahujeme prostřednictvím stále složitějších řetězců předběžných, pomocných účelů, které pak slouží jako prostředky na cestě za konečným cílem. O tomto konečném účelu či cíli pak říkáme, že dává smysl celému řetězci.
O prostředcích, které vedou k dosažení účelu, říkáme, že jsou účelné.
O jednání, které sleduje pouze jediný účel, říkáme, že je účelové.

## Účel a příčina
Účelnost jako schopnost rozvrhovat prostředky ke vzdálenějším cílům je jednou z důležitých charakteristik lidského jednání na rozdíl od jiných, nahodilých nebo naopak nutných procesů. Člověk chodí do práce, aby vydělal peníze; vydělává peníze, aby ... Takové jednání je tedy vedeno a určováno budoucím, zatím pouze představovaným nebo očekávaným účelem. Tím se v moderním pojetí liší od dějství příčinného, kauzálního, které lze naopak vysvětlit z jeho nutných a minulých, předchozích příčin.
Aristotelés, který se teorií příčinnosti zabýval, rozlišuje čtyři příčiny:
1. formální (nebo tvarová) lat. causa formalis – například představa domu;
2. látková, lat. causa materialis – materiál na jeho stavbu;
3. účinná (nebo působící), lat. causa efficiens – stavitel, který jej postaví;
4. cílová (nebo účelová), lat. causa finalis – účel domu, totiž bydlení.[1]

Ty se - jak je vidět - velmi podobají krokům účelného jednání, jak byly popsány výše, a to, co bychom dnes popsali jako účel, bylo pro Aristotela cílovou příčinou. Teprve v novověku se význam příčiny (jako toho, co se o nějakou věc či událost „přičinilo“) zúžil pouze na příčinu účinnou, protože předmětem zájmu už nebylo chápat lidské jednání, nýbrž spolehlivě předvídat a případně ovládat nutné posloupnosti příčin a jejich důsledků, zejména v mechanice.

## Účel a prostředky
Kauzalita a účelnost však nemusí stát proti sobě: vztah mezi prostředky a účelem bude velmi často právě příčinný, kauzální. Člověk, který si chce uvařit vajíčka (účel), je dá do vody a uvede ji do varu; vařící voda jako příčina způsobí, že vajíčka budou vařená. Pojetí účelnosti a účelového jednání ovšem ve srovnání s kauzalitou obsahuje ještě první krok, totiž představu, plán, záměr. Je to účel, který zdůvodňuje použité prostředky, a vzniká tak otázka, jaký je mezi nimi vztah. Pokud by se jednání mělo řídit výhradně účelem a záleželo by pouze na něm, platilo by patrně že „účel světí prostředky“.

## Účelnost v ekonomii
Podle zákona o finanční kontrole (č. 320/2001 Sb.) je účelnost definovaná jako „takové použití veřejných prostředků, které zajistí optimální míru dosažení cílů při plnění stanovených úkolů“. Tedy skutečně účelné je takové jednání, které bude mít nejlepší (nejvyšší) poměr zisku a nákladů. Účelnost je ve veřejných zakázkách brána jako jedna ze tří klíčových podmínek pro korektní veřejné řízení (viz Princip 3E), v ekonomii je to veličina udávající vlastní výhodnost obchodu.

## Člověk jako účel a prostředek
Proti tomu se ohradil Immanuel Kant, podle něhož lidská důstojnost vyžaduje, aby se s člověkem nikdy nejednalo jen jako s prostředkem, nýbrž vždy bral ohled na to, že je sám také cílem. Tato druhá formulace kategorického imperativu předně vylučuje otroctví, kde se otrok skutečně chápe jako „oživený nástroj“ (Aristotelés), zároveň však připouští, že člověk může prodávat svůj čas jako zaměstnanec, musí ovšem mít i volný čas, kdy žije sám pro sebe jako účel.

## Účel a účelnost dnes
Představa účelu a účelnosti je samozřejmě i dnes běžná v rozhovoru a řeči, stejně jako v úvahách konstruktérů, manažerů atd. Biologové se proti ní většinou brání, protože odmítají antropomorfní představu záměru a cíle. Chování živých organismů se však těžko dá bez této kategorie popsat: pavouk dělá síť, aby chytal mouchy, pes běží, aby chytil zajíce. Velkou roli hraje ovšem představa účelu a smyslu v moderní psychologii a terapii, která chápe, že „touha po smyslu je primární motivací lidského života“ (Viktor Frankl).